# Kotrrawaj
Kotrrawaj – tamilska wielka matka i bogini wojny obdarzona ambiwalentną siłą anangu, matka Muruhana. Wymieniana w tekstach z okresu sangam (III w. p.n.e. – I w. p.n.e.) i utożsamiana z Durgą lub Kali.